# Криворучко Василь Олександрович
Василь Олександрович Криворучко (нар. 1 грудня 1980, Світловодськ, Кіровоградська область, Українська РСР) — український футболіст, півзахисник. У Кременчуці виідомий як спортивний журналіст, на даний час займає посаду керівник відділу зв'язків з громадськістю у ковалівському «Колосі».

## Життєпис
Народився 1 грудня 1980 року в Світловодську. З 1988 по 2000 рік навчався у гімназії №4 та школі №10. Футболом розпочав займатися у 6-річному віці.
Футбольну кар'єру розпочав у сеоні 1997/98 років у складі кіровоградської «Зірки-2». Згодом виступав за «Кремез». Протягом 2003–2004 років грав за «Кремін» (Кременчук), де забив десять м'ячів у двадцяти п'яти поєдинках. Потім продовжив кар'єру в регіональних змаганнях.
По завершенні кар'єри гравця став спортивним журналістом і писав для різних газет, зокрема «Кременчук Спортивний» та «Кременчуцький Телеграф».
Працював керівником прес-служби у кременчуцькому «Кремені», ХК «Кременчук» та БК «Кременчук». Також керував аматорським клубом ФК «Лукас». З 2015 року став коментатором «Кременя», а також висвітлював хокейні матчі. Також працював спортивним коментатором у кременчуцькому Громадському. З 2015 по 2019 рік працював режисером на телеканалі Kremin TV. У липні 2019 року зайняв посаду керівника прес-служби «Колоса» (Ковалівка).

## Особисте життя
Син, Олег Криворучко, також професіональний футболіст, виступає за ковалівський «Колос».

## Досягнення
«Кремінь»
- Чемпіонат Полтавської області
  -  Чемпіон (2): 2003/04, 2004/05

- Кубок Полтавської області
  -  Володар (1): 2003/04